# Casas Ibáñez
Casas Ibáñez är en ort i Spanien.   Den ligger i provinsen Provincia de Albacete och regionen Kastilien-La Mancha, i den centrala delen av landet, 230 km sydost om huvudstaden Madrid. Casas Ibáñez ligger 705 meter över havet och antalet invånare är 4 375.
Terrängen runt Casas Ibáñez är platt åt sydväst, men åt nordost är den kuperad. Runt Casas Ibáñez är det glesbefolkat, med 11 invånare per kvadratkilometer. Casas Ibáñez är det största samhället i trakten. Trakten runt Casas Ibáñez består till största delen av jordbruksmark.